# Otiothops inflatus
Espèce
Otiothops inflatus est une espèce d'araignées aranéomorphes de la famille des Palpimanidae.

## Distribution
Cette espèce se rencontre au Paraguay et en Argentine.

## Description
Les mâles mesurent de 4,32 à 5,04 mm.
La femelle décrite par Pett en 2021 mesure 6,09 mm.

## Publication originale
- Platnick, 1975 : « A revision of the palpimanid spiders of the new subfamily Otiothopinae (Araneae, Palpimanidae). » American Museum Novitates, no 2562, p. 1-32 (texte intégral).